# 科瓦奇·翁陶尔
科瓦奇·翁陶尔（匈牙利語：Kovács Antal，1972年5月28日—），匈牙利男子柔道运动员。他曾代表匈牙利参加1992年、1996年、2000年和2004年夏季奥林匹克运动会柔道比赛，获得一枚金牌。